# 溫特施托克山
46°37′13″N 8°27′15.6″E / 46.62028°N 8.454333°E
溫特施托克山（Winterstock），是瑞士的山峰，位於該國中部，由烏里州負責管轄，屬於烏里山的一部分，該山峰海拔高度3,203米，每年平均降雨量2,385毫米。